# Beata Nowogońska
Beata Nowogońska – polska inżynier, dr hab. nauk technicznych, profesor uczelni Instytutu Budownictwa Wydziału Budownictwa, Architektury i Inżynierii Środowiska Uniwersytetu Zielonogórskiego.

## Życiorys
W 1994 ukończyła studia w zakresie budownictwa w Wyższej Szkole Inżynierskiej w Zielonej Górze, 27 października 2003 obroniła pracę doktorską Wybrane czynniki determinujące programowanie działalności remontowej budynków wykonanych w technologii tradycyjnej, 18 października 2017 habilitowała się na podstawie pracy zatytułowanej Diagnoza w procesie starzenia budynków mieszkalnych wykonanych w technologii tradycyjnej. Została zatrudniona na stanowisku adiunkta w Instytucie Budownictwa na Wydziale Inżynierii Lądowej i Środowiska Uniwersytetu Zielonogórskiego.
Jest profesorem uczelni Instytutu Budownictwa Wydziału Budownictwa, Architektury i Inżynierii Środowiska Uniwersytetu Zielonogórskiego.

## Wyróżnienia
- Nagroda im. prof. Wacława Żenczykowskiego (2020)[2]